# Baudilio Jáuregui
Baudilio Jorge Jáuregui (Montevideo, 1945. július 9. –) válogatott uruguayi labdarúgó, hátvéd.

## Pályafutása

### Klubcsapatban
1968 és 1971 között a montevideói River Plate labdarúgója volt. 1971 és 1974 között az argentin River Plate csapatában szerepelt. 1975 és 1977 között a Defensor Sporting, 1977 és 1980 között a chilei Cobreola játékosa volt.

### A válogatottban
1972 és 1974 között kilenc alkalommal szerepelt az uruguayi válogatottban. Részt vett az 1974-es NSZK-beli világbajnokságon.

## Sikerei, díjai
Defensor Sporting
- Uruguayi bajnokság
  - bajnok: 1976

 Cobreola
- Chilei bajnokság
  - bajnok: 1980